# Amphoe Chaloem Phra Kiat (Nakhon Ratchasima)
Amphoe Chaloem Phra Kiat (Thai: อำเภอ เฉลิมพระเกียรติ) ist ein Landkreis (Amphoe – Verwaltungs-Distrikt) im Osten der Provinz Nakhon Ratchasima. Die Provinz Nakhon Ratchasima liegt in der Nordostregion von Thailand, dem so genannten Isan. 

## Geographie
Benachbarte Distrikte (von Norden im Uhrzeigersinn): die Amphoe Non Sung, Chakkarat, Chok Chai und Mueang Nakhon Ratchasima – alle Landkreise liegen in der Provinz Nakhon Ratchasima.

## Geschichte
Am 5. Dezember 1996 wurden fünf Tambon vom Amphoe Chakkarat abgetrennt, um den neuen Landkreis Chaloem Phra Kiat zu gründen. Er ist einer von fünf Landkreisen in Thailand mit dem gleichen Namen. Alle wurden am gleichen Tag gegründet, um das 50-jährige Thronjubiläum von König Bhumibol Adulyadej (Rama IX.) zu würdigen.

## Verkehr
Der Hauptort Tha Chang verfügt über einen Bahnhof an der Nordostlinie der thailändischen Eisenbahn (Strecke Nakhon Ratchasima–Ubon Ratchathani). Durch den nördlichsten Zipfel des Bezirks führt die Thanon Mittraphap („Straße der Freundschaft“; Nationalstraße 2). Außerdem befindet sich im Landkreis der Flughafen Nakhon Ratchasima.

## Verwaltung

### Provinzverwaltung
Der Landkreis Chaloem Phra Kiat ist in 5 Tambon („Unterbezirke“ oder „Gemeinden“) eingeteilt, die sich weiter in 61 Muban („Dörfer“) unterteilen.
| Nr. | Name           | Thai       | Muban | Einw. |
| --- | -------------- | ---------- | ----- | ----- |
| 1.  | Chang Thong    | ช้างทอง     | 08    | 4.801 |
| 2.  | Tha Chang      | ท่าช้าง      | 16    | 8.099 |
| 3.  | Phra Phut      | พระพุทธ     | 12    | 5.964 |
| 4.  | Nong Ngu Lueam | หนองงูเหลือม | 15    | 9.761 |
| 5.  | Nong Yang      | หนองยาง    | 10    | 6.797 |

### Lokalverwaltung
Es gibt eine Kommune mit „Kleinstadt“-Status (Thesaban Tambon) im Landkreis:
- Tha Chang (Thai: เทศบาลตำบลท่าช้าง) besteht aus Teilen der Tambon  Tha Chang und Chang Thong.

Außerdem gibt es fünf „Tambon-Verwaltungsorganisationen“ (องค์การบริหารส่วนตำบล – Tambon Administrative Organizations, TAO):
- Chang Thong (Thai: องค์การบริหารส่วนตำบลช้างทอง)
- Tha Chang (Thai: องค์การบริหารส่วนตำบลท่าช้าง)
- Phra Phut (Thai: องค์การบริหารส่วนตำบลพระพุทธ)
- Nong Ngu Lueam (Thai: องค์การบริหารส่วนตำบลหนองงูเหลือม)
- Nong Yang (Thai: องค์การบริหารส่วนตำบลหนองยาง)